# Le Train pour Venise
Pour plus de détails, voir Fiche technique et Distribution.
Le Train pour Venise est un film français réalisé par André Berthomieu, sorti en 1938, adaptation de la pièce éponyme de Louis Verneuil.

## Synopsis
Un mari découvre que sa femme veut le quitter. Il rentre dans l'intimité de son rival et parvient à le manœuvrer. C'est finalement avec son mari qu'elle part à Venise.

## Fiche technique
- Réalisation : André Berthomieu
- Scénario : Georges Berr, Louis Verneuil, d'après leur pièce.
- Image : Fred Langenfeld[1]
- Décor : Jean d'Eaubonne
- Son : Marcel Courmes
- Musique : Georges van Parys
- Montage : Christian Gaudin
- Production : Eugène Tucherer
- Société de production : British Unity Pictures
- Pays de production :  France
- Genre : Comédie
- Durée : 95 minutes (1 h 35)
- Date de sortie : France, 14 septembre 1938

## Distribution
- Victor Boucher : Étienne de Boisrobert
- Louis Verneuil : Michel Ancelot
- Huguette Duflos : Caroline Ancelot
- Max Dearly : M. Chardonne
- Pierre Etchepare : M. d'Aubigny
- Claire Olivier : Suzanne
- Madeleine Suffel : Berthe
- Roger Vieuille : Amédée
- Georges Douking : le barman
- Léon Larive : un quémandeur
- Robert Ralphy : un quémandeur
- Henri de Livry
- Louis Florencie
- Marcel Méral
- Germaine Lançay